# Coleroa circinans
Coleroa circinans är en svampart som först beskrevs av Elias Fries, och fick sitt nu gällande namn av Georg Winter 1885. Coleroa circinans ingår i släktet Coleroa och familjen Venturiaceae.  Arten är reproducerande i Sverige. Inga underarter finns listade i Catalogue of Life.